# Campionato europeo femminile under 19 di calcio 2014
Il Campionato europeo femminile under 19 di calcio 2014 è stato la 17ª edizione del torneo organizzato dalla Union of European Football Associations (UEFA). La fase finale si è giocata in Norvegia, dal 15 al 27 luglio 2014. I Paesi Bassi hanno vinto il titolo per la prima volta. Al torneo potevano partecipare solo le giocatrici nate dopo il 1º gennaio 1995.

## Qualificazioni
Le qualificazioni prevedevano due fasi. Nella prima, in programma tra il 21 e il 26 settembre 2013, 44 squadre sono state divise in 11 gironi di 4. Le prime classificate di ogni girone e le 10 migliori seconde si sono qualificate per la seconda fase, a cui sono state ammesse direttamente Germania Inghilterra e Spagna.

Le 24 squadre rimaste sono state divise in 6 gironi di 4. Le vincitrici di ogni girone e la migliore seconda classificata si sono qualificate per la fase finale

## Squadre qualificate
| Nazionale   | Metodo di qualificazione        | fasi finali disputate | Ultima qualificazione | Migliore risultato nel torneo     |
| ----------- | ------------------------------- | --------------------- | --------------------- | --------------------------------- |
| Norvegia    | Ospitante                       | 9                     | 2013                  | Finalista (2003, 2008 e 2011)     |
| Spagna      | Vincitrice fase élite, Gruppo 1 | 12                    | 2013                  | Campione (2004)                   |
| Scozia      | Vincitrice fase élite, Gruppo 2 | 4                     | 2010                  | Fase a gironi (2005, 2008 e 2010) |
| Svezia      | Vincitrice fase élite, Gruppo 3 | 10                    | 2013                  | Campione (1999 e 2012)            |
| Belgio      | Vincitrice fase élite, Gruppo 4 | 2                     | 2011                  | Fase a gironi (2011)              |
| Paesi Bassi | Vincitrice fase élite, Gruppo 5 | 5                     | 2011                  | Semifinali (2010)                 |
| Inghilterra | Vincitrice fase élite, Gruppo 6 | 10                    | 2013                  | Campione (2009)                   |
| Irlanda     | Migliore 2ª fase élite          | 1                     | -                     | Debutto                           |

## Fase a gironi

### Gruppo A
| Pos. | Squadra     | Pt | G | V | N | P | GF | GS | DR |
| ---- | ----------- | -- | - | - | - | - | -- | -- | -- |
| 1.   | Norvegia    | 7  | 3 | 2 | 1 | 0 | 7  | 1  | +6 |
| 2.   | Paesi Bassi | 7  | 3 | 2 | 1 | 0 | 4  | 2  | +2 |
| 3.   | Scozia      | 3  | 3 | 1 | 0 | 2 | 4  | 8  | -4 |
| 4.   | Belgio      | 0  | 3 | 0 | 0 | 3 | 1  | 5  | -4 |

| Sarpsborg 15 luglio 2014, ore 19:00 UTC+2 | Norvegia        | 0 – 0 referto | Paesi Bassi | Sarpsborg Stadion\| Arbitro: \| Zuzana Kováčová \| |
| Arbitro:                                  | Zuzana Kováčová |               |             |                                                    |

| Arbitro: | Séverine Zinck |

|  |           |                   |
|  | Marcatori | 10’ Weir 40’ Ness |

| Arbitro: | Sofia Karagiorgi |

|                                  |           |            |
| Markussen 18’ Skinnes Hansen 58’ | Marcatori | 63’ Michez |

| Arbitro: | Karolina Radzik-Johan |

|                                    |           |                                   |
| Miedema 9’, 24’ O'Neill 19’ (aut.) | Marcatori | 65’ (aut.) Janssen 70’ Richardson |

| Arbitro: | Anastasija Pustovojtova |

|  |           |                                                                      |
|  | Marcatori | 10’ Clausen 14’ Naalsund 34’ Skinnes Hansen 72’ Markussen 89’ Jensen |

| Arbitro: | Marija Kurtes |

|             |           |  |
| Kaagman 41’ | Marcatori |  |

### Gruppo B
| Pos. | Squadra     | Pt | G | V | N | P | GF | GS | DR |
| ---- | ----------- | -- | - | - | - | - | -- | -- | -- |
| 1.   | Irlanda     | 9  | 3 | 3 | 0 | 0 | 5  | 2  | +3 |
| 2.   | Spagna      | 6  | 3 | 2 | 0 | 1 | 4  | 1  | +3 |
| 3.   | Svezia      | 3  | 3 | 1 | 0 | 2 | 3  | 4  | -1 |
| 4.   | Inghilterra | 0  | 3 | 0 | 0 | 3 | 1  | 6  | -5 |

| Arbitro: | Sofia Karagiorgi |

|  |           |                                     |
|  | Marcatori | 60’ (aut.) Bartrip 75’ Blackstenius |

| Arbitro: | Karolina Radzik-Johan |

|           |           |  |
| Shine 54’ | Marcatori |  |

| Arbitro: | Anastasija Pustovojtova |

|            |           |                         |
| Walker 36’ | Marcatori | 57’ McCarthy 86’ Keenan |

| Arbitro: | Marija Kurtes |

|  |           |                        |
|  | Marcatori | 42’ García 79’ Redondo |

| Arbitro: | Séverine Zinck |

|                       |           |  |
| Fraile 58’ García 79’ | Marcatori |  |

| Arbitro: | Zuzana Kováčová |

|                 |           |                           |
| Blackstenius 8’ | Marcatori | 21’ McCarthy 80’ Connolly |

## Fase finale

### Tabellone
|  | Semifinali | Semifinali  | Semifinali  |             |        | Finale | Finale | Finale |  |
|  |            |             |             |             |        |        |        |        |  |
|  | A1         | Norvegia    | 0           |             |        |        |        |        |  |
|  | A1         | Norvegia    | 0           |             |        |        |        |        |  |
|  | B2         | Spagna      | 2           |             |        |        |        |        |  |
|  | B2         | Spagna      | 2           |             | Spagna | Spagna | 0      |        |  |
|  |            |             |             |             | Spagna | Spagna | 0      |        |  |
|  |            |             | Paesi Bassi | Paesi Bassi | 1      |        |        |        |  |
|  | B1         | Irlanda     | Paesi Bassi | Paesi Bassi | 1      | 0      |        |        |  |
|  | B1         | Irlanda     |             |             |        |        |        |        |  |
|  | A2         | Paesi Bassi | 4           |             |        |        |        |        |  |

### Semifinali
| Arbitro: | Zuzana Kováčová |

|  |           |                           |
|  | Marcatori | 71’ Caldentey 90+4’ Turmo |

| Arbitro: | Marija Kurtes |

|  |           |                                   |
|  | Marcatori | 5’, 48’, 55’ Miedema 34’ Kuijpers |

### Finale
| Arbitro: | Zuzana Kováčová |

|  |           |             |
|  | Marcatori | 21’ Miedema |

## Classifica marcatrici
6 reti
- Vivianne Miedema

2 reti
- Synne Skinnes Hansen
- Marie Dølvik Markussen
- Savannah McCarthy
- Nahikari García
- Stina Blackstenius

1 rete
- Lucinda Michez
- Claudia Walker
- Inessa Kaagman
- Jeslynn Kuijpers
- Marit Clausen
- Synne Jensen

- Lisa Fjeldstad Naalsund
- Megan Connolly
- Keeva Keenan
- Clare Shine
- Zoe Ness
- Carolina Richardson

- Caroline Weir
- Mariona Caldentey
- Sonia Fraile
- Alba Redondo
- Marta Turmo

autogol
- Molly Bartrip (pro Svezia)
- Dominique Janssen (pro Scozia)
- Rachael O'Neill (pro Paesi Bassi)